# Uniesław
Uniesław, Unisław, Huniesław, Juniesław – staropolskie imię męskie. Składa się z członu Unie- („lepszy”) -sław („sława”).  Oznacza „ten, który cieszy się najlepszą sławą”. Żeński odpowiednik – Uniesława, Unisława.
Uniesław imieniny obchodzi 18 lipca.
Zob. też:
- Wyżyna Unisławska
- Unisławice